# Tadeusz Płoski
Generál Tadeusz Płoski (9. března 1956 ve městě Lidzbark Warmiński – 10. dubna 2010 Smolensk, Ruská federace) byl polský voják a katolický duchovní, generálmajor (od 2006) a polní biskup Polské armády (od 2004).
Zemřel 10. dubna 2010 při havárii letadla polské delegace, která letěla uctít oběti Katyňského masakru. Posmrtně obdržel Komandérský kříž Řádu Polonia Restituta (Krzyż Komandorski Orderu Odrodzenia Polski).

## Vyznamenání
- Stříbrný Záslužný kříž, Polsko, 1999[3]
- Zlatý Záslužný kříž, Polsko, 2007[4]
- rytíř Řádu znovuzrozeného Polska, Polsko, 2008[5]
- velkodůstojník Řádu za zásluhy, Portugalsko, 1. září 2008[6][7]
- Zlatá Medaile za zásluhy o hasiče, Polsko, 2009[8]
- komtur Řádu znovuzrozeného Polska in memoriam, Polsko, 2010[9]
- Bronzová Medaile ozbrojených sil ve službě vlasti, Polsko
- Stříbrná Medaile za zásluhy na národní obraně, Polsko
- Zlatá Medaile za zásluhy o policii, Polsko
- Medaile Pro Memoria, Polsko